# Dacrydium xanthandrum
Dacrydium xanthandrum är en barrträdart som beskrevs av Pilg.. Dacrydium xanthandrum ingår i släktet Dacrydium, och familjen Podocarpaceae. IUCN kategoriserar arten globalt som livskraftig. Inga underarter finns listade i Catalogue of Life.